# Доллман, Джон
Джон Чарльз Доллман (англ. John Charles Dollman, 6 мая 1851, Хоув — 11 декабря 1934, Лондон) — английский художник и иллюстратор. Член Королевского общества акварелистов, Королевского института красок на водной основе, Королевского института художников.

## Биография

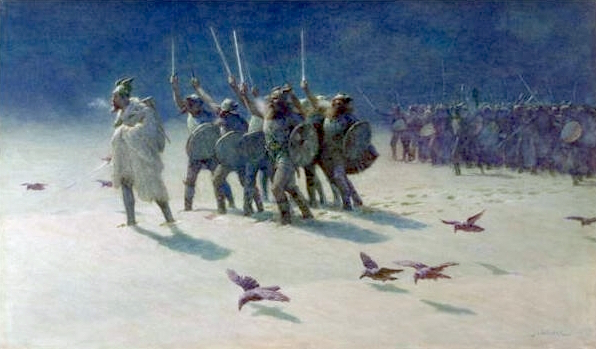
Разрушители

Джон Доллман родился в городе Хоув 6 мая 1851 года, но позже семья переехала в Лондон, чтобы Джон смог получить образование в Южном Кенсингтоне и Королевской академии художеств. После окончания учёбы Джон организовал студию в Бедфорд-парке Лондона. Джон Доллман являлся членом Королевской академии с 1870 по 1912 год, стал членом Королевского общества акварелистов в 1913 году. Начиная с 1880-х годов Доллман работал иллюстратором для многих журналов, таких как The Graphic. Иллюстрации выполнялись как в цвете, так и в чёрно-белой палитре. Считается, что некоторые ранние работы Джона Доллмана оказали влияние на творчество Винсента Ван Гога.

## Работы

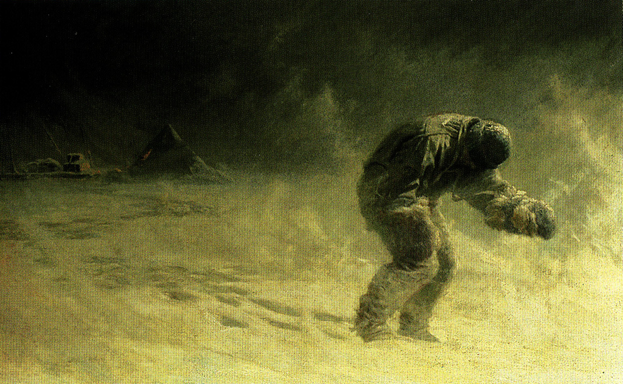
Очень доблестный джентльмен. Иллюстрация гибели Лоуренса Отса

Центральной темой работ Джона Доллмана являлись мифологические изображения, например Vicing Foray. На картине Разрушители (англ. Ravagers) изображена орда викингов. Неизвестная (англ. The Unknown) 1912 года изображает девушку в окружении шимпанзе. Следует здесь же назвать картину Орфей и его лютня со львами (англ. Orpheus and his Lute with Lions). Доллман в числе прочего изображал на холсте смелые композиции животных и людей, такие как Робинзон Крузо и его Пятница (англ. Robinson Crusoe and His Man Friday), Поло (англ. Polo) и Маугли — лидер Бандер-логов (англ. Mowgli made leader of the Bandar-log) 1903 года. Возможно, что наиболее известной его работой является Стоянка лондонских кэбов (англ. A London Cab Stand) 1888 года, где сюжетный акцент сделан на лошадях извозчиков, стоящих в непогоду на лондонской улице. Доллман выполнил как минимум три варианта этой картины, хотя исключением данный факт не является — в его творчестве встречается создание копий и других своих картин. В 1890-е годы он изображал солдат. Считается, что излюбленным жанром Доллмана было иллюстрирование людей и животных. Также он любил изображать диких зверей без какой-либо сюжетной линии.

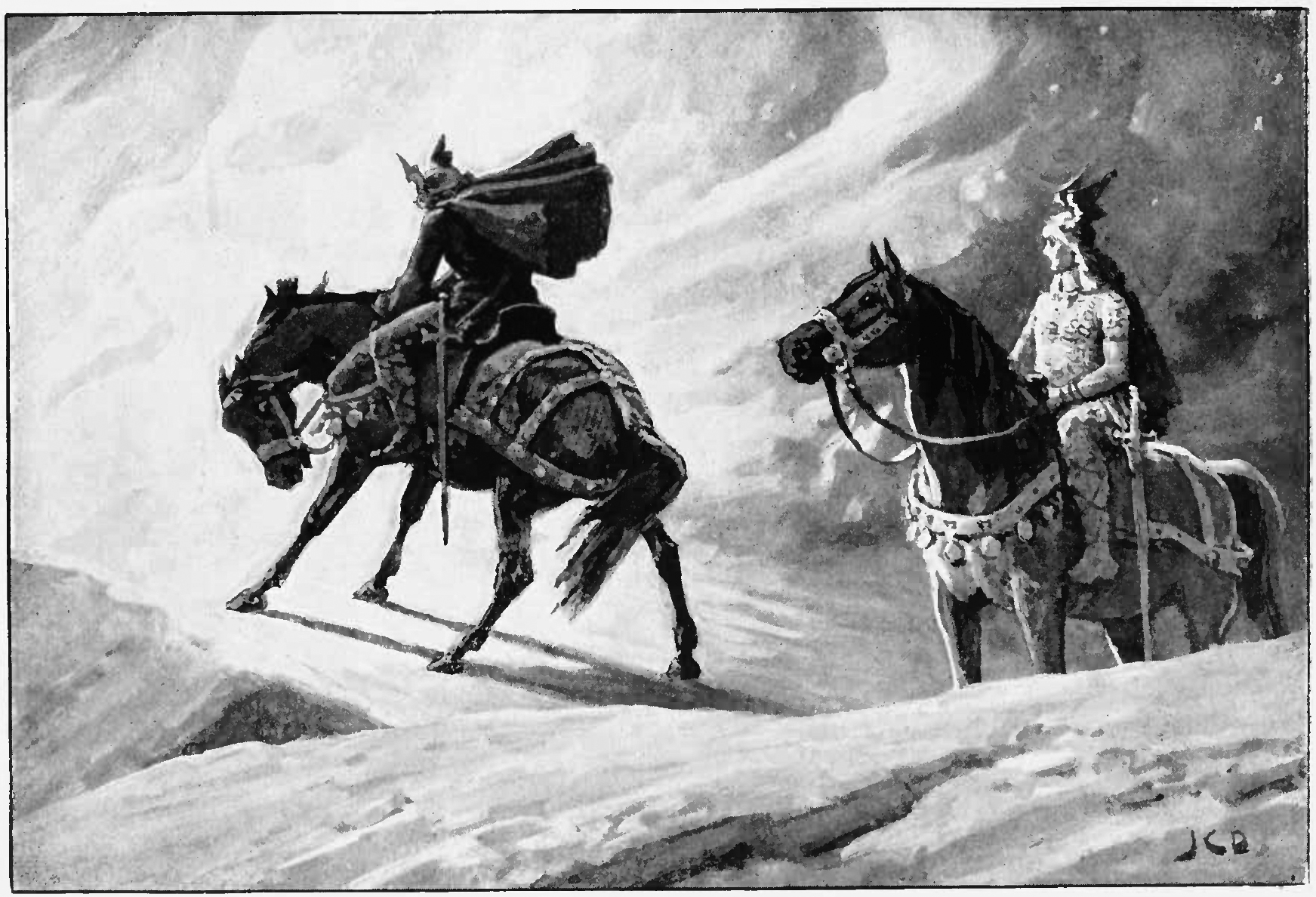
Сигурд и Гуннар перед пламенем

Работы Доллмана находятся в коллекциях многих художественных галерей. Судно иммигрантов (англ. Immigrants' Ship) (1884) хранится в Художественной галерее Южной Австралии в городе Аделаида. Разрушитель (англ. The ravenger) у Попечителей Королевского общества акварелистов в Лондоне. Одна из версий Неизвестной (англ. The Unknown) в Laing Art Gallery Ньюкасл-апон-Тайна. Стоянка лондонских кэбов (англ. London Cab Stand) хранится в Музее Лондона. A Dog’s Home, Table d’Hote (1879) находится в Walker Art Gallery Ливерпуля, During the Time of the Sermonses (1886) — в Музее Харрис Престона, Голод (англ. Famine, 1904) — в Салфордской художественной галерее.
Джон Чарльз Доллман умер 11 декабря 1934 года, в возрасте 83 лет. Он был отцом зоолога и таксономиста Гая Доллмана.